# Шаукенова, Зарема Каукеновна
Зарема Каукеновна Шаукенова (род. 29 сентября 1965, Чимкент, КазССР, СССР) — казахстанский социолог и социальный психолог, государственный и общественный деятель, специалист по социологии управления и этносоциологии. Кандидат психологических наук, доктор социологических наук, профессор. Академик Национальной академии наук Республики Казахстан. Академик Академии социологии Казахстана, Заслуженный деятель Казахстана, член Совета Ассамблеи народа Казахстана, вице-президент Национальной академии наук Республики Казахстан.

## Биография
Родилась 29 сентября 1965 году в городе Чимкенте.
С 1982 по 1987 год училась на факультете психологии Ленинградского государственного университета имени А. А. Жданова. С 1990 по 1994 год училась в аспирантуре этого вуза.
В 1987—1997 годах — психолог, начальник бюро стабилизации кадров, руководитель социально-психологической службы Карагандинского металлургического комбината.
В 1992—1996 годах — преподаватель кафедры психологии Карагандинского государственного университета имени Е. Букетова.
В 1995 году в СПбГУ защитила кандидатскую диссертацию на тему «Направленность личности руководителя: диагностика и коррекция: (На примере руководителей среднего звена государственного предприятия)» (специальность 19.00.05 — социальная психология).
В 1997—2007 годах — директор Института сравнительных социальных исследований «ЦЕССИ–Казахстан».
В 1998—2002 годах — преподаватель кафедры социологии Евразийского национального университета имени Л. Н. Гумилёва.
В 2003 году защитила докторскую диссертацию на тему «Социальное взаимодействие этносов в современном казахстанском обществе».
В 2007—2010 годах — декан факультета философии и политологии Казахского национального университета им. аль-Фараби.
В 2010—2011 годах — заместитель директора по научной работе Казахстанского института стратегических исследований при Президенте Республики Казахстан.
В 2011—2017 годах — директор Института философии, политологии и религиоведения Комитета науки Министерства образования и науки Республики Казахстан.
В 2014—2016 годах — проректор по интеграции образования и науки Казахского национального университета им. аль-Фараби (по совместительству).
В 2002-2012 гг. - исполнительный директор, с 2022 г. - научный руководитель Ассоциации социологов Казахстана (АСК).
В 2017 - 2022 гг. – директор Казахстанского института стратегических исследований при Президенте Республики Казахстан.
С 2022 г. - вице-президент Национальной академии наук Республики Казахстан (НАН РК).

## Научная деятельность
Автор более 250  научных и научно-методических публикаций. 
1. «Социальное взаимодействие этносов в современном казахстанском обществе» (2003)
2. «Идеологический концепт развития Казахстана на современном этапе» (2010)
3. Идеологическое конструирование в Республике Казахстан: монография / Казахский ин-т стратегических исслед. при Президенте Республики Казахстан. — Алматы : КИСИ при Президенте РК, 2012. — 309, [2] с. ISBN 978-601-7242-55-8
4. «Социальное взаимодействие этносов: мониторинг межэтнических отношений в Республике Казахстан» (2013)
5. «Идейно-ценностные и политические аспекты Послания Президента Республики Казахстан» (2013)
6. Идеологическое конструирование в Республике Казахстан: вехи эволюции и траектории развития в контексте стратегии "Казахстан-2050" / Ин-т философии, политологии и религиоведения Ком. науки М-ва образования и науки Респ. Казахстан. — Алматы : Ин-т философии, политологии и религиоведения КН МОН РК, 2013. — 431 с. ISBN 978-601-7082-92-5
7. «Институт семьи как фактор стабильности казахстанского общества» (2014)
8. «Ценностно-смысловые и духовно-нравственные основания консолидации этнических и религиозных групп Республики Казахстан в гражданскую общность» (2014)
9. «Ценности и идеалы независимого Казахстана» (2015)
10. «Будущее человека: проблемы, гипотезы, идеи» (2015)
11. «Лидер нации и формирование интеллектуального потенциала страны» (2015)
12. «Новая миссия казахстанской интеллигенции» (2015)
13. «Поколение независимости: новые цели и пути их достижения» (2015)
14. «Светскость и религия в современном Казахстане: модернизация духовно-культурных смыслов и стратегий» (2020) и др.

## Семья
- Муж: Сейдуманов, Серик Турарович — казахстанский государственный деятель, Директор Института философии, политологии и религиоведения
- Дети: дочь — Сабрина (2005 г.р.)

## Награды и звания
1. Академик Академии социологии Казахстана (2005)
2. Нагрудный знак «За вклад в развитие науки Республики Казахстан» (2003)
3. Медаль «10 лет Астане» (2008)
4. Нагрудный знак «Ы. Алтынсарин» (2009)
5. Медаль «20 лет независимости Республики Казахстан» (2011)
6. Заслуженный деятель Казахстана (2011)
7. «Почетный работник образования Республики Казахстан» (2014)
8. Нагрудный знак НДП «Nur Otan» «Белсенді қызметі үшін» (2015)
9. Медаль «25 лет независимости Республики Казахстан» (2016)
10. Медаль «20 лет Астане» (2018)
11. Медаль «25 лет Ассамблеи народа Казахстана» (2020)
12. Медаль «25-летие Конституции Республики Казахстан» (2020)

Медаль "30-летие независимости Республики Казахстан" (2021)